# Джон Фокс Бургойн
Фельдмаршал сер Джон Фокс Бургойн, 1-й баронет ордену Лазні (24 липня 1782 — 7 жовтня 1871) — британський армійський офіцер. Після участі в облозі Мальти під час Французьких революційних воєн, він брав участь у бойових діях під керівництвом сера Джона Мура, а потім під керівництвом герцога Веллінгтона у численних битвах Піренейської війни, включаючи облогу Бадахоса та битву при Віторії. Він служив під керівництвом сера Едварда Пакенхема як головний інженер під час війни 1812 року. Згодом він виконував функції офіційного радника лорда Реглана під час Кримської війни, виступаючи за Каламітську затоку як місце висадки союзних військ і рекомендуючи облогу Севастополя з південного боку, а не раптовий напад, тим самим прирікаючи союзні війська на зимівлю в полі в 1854 році.

## Військова кар'єра
Народжений позашлюбним сином генерала Джона Бургойна та оперної співачки Сьюзан Колфілд, Бургойн виховувався 12-м графом Дербі (племінником покійного дружина його батька) після ранньої смерті батька. Здобувши освіту в Ітонському коледжі та Королівській військовій академії, Вулідж, він був зарахований другим лейтенантом до Королівських інженерів 29 серпня 1798 року. Отримавши звання лейтенанта 1 липня 1800 року, він брав участь в облозі Мальти восени 1800 року під час Французьких революційних воєн, перш ніж стати ад'ютантом генерала Генрі Фокса. Знову підвищений, цього разу до другого капітана 18 березня 1805 року, він брав участь у захопленні Александрії в лютому 1807 року та подальшій окупації Розетти в квітні 1807 року.
Під час Піренейської війни Бургойн став командуючим інженером у штабі сера Джона Мура у квітні 1808 року і вирушив з армією Мура до Швеції в травні 1808 року та до Португалії у вересні 1808 року. Потім він брав участь у відступі з Коруньї, підриваючи мости за відступаючою армією в січні 1809 року.
Бургойн повернувся до Португалії в квітні 1809 року, щоб приєднатися до армії сера Артура Веллслі. Отримавши звання капітана 5 липня 1809 року, Бургойн став інженером 3-ї дивізії, в якій він брав участь у битві при Буссако у вересні 1810 року, другій облозі Бадахоса в червні 1811 року та облозі Сьюдад-Родріго в січні 1812 року. Отримавши звання бревет-майора 6 лютого 1812 року, він очолив штурмові загони під час облоги Бадахоса в березні 1812 року. Знову підвищений, цього разу до лейтенант-полковника 27 квітня 1812 року, він брав участь у битві при Саламанці в липні 1812 року, облозі Бургоса у вересні 1812 року та битві при Віторії в червні 1813 року, перш ніж взяти участь в облозі Сан-Себастьяна в серпні 1813 року, битві при Нівілі в листопаді битві при Ніві в грудні 1813 року. На завершальних етапах війни він також був присутній під час переправи через річку Адур в лютому 1814 року та битви при Байонні в квітні 1814 року. У 1814 році його було призначено компаньйоном Ордена Лазні.
У війні 1812 року Бургойн вирушив до Сполучених Штатів і воював під керівництвом генерала Едварда Пакенхема як головний інженер у битві під Новим Орлеаном у січні 1815 року та в другій битві за форт Боуйер у лютому 1815 року. Потім він служив головним інженером окупаційної армії у Франції до 1821 року, коли став командуючим інженером d школі Королівських інженерів у Чатемі. У 1826 році він супроводжував генерала Генрі Клінтона в місії до Португалії для підтримки конституційного уряду проти абсолютистських сил Дома Мігеля. Він став гарнізонним інженером у Портсмуті в 1828 році і, отримавши звання полковника 22 липня 1830 року, став головою Ради громадських робіт в Ірландії.
Отримавши звання полковника 10 січня 1837 року та звання генерал-майора 28 червня 1838 року, Бургойн був підвищений до лицаря-командора Ордена Лазні 19 липня 1838 року і став генеральним інспектором укріплень у 1845 році. На цій посаді він консультував з питань допомоги під час Великого голоду в Ірландії. Він також консультував з питань укріплень у Гібралтарі в 1848 році, зробивши мудру рекомендацію спрямувати гармати на батареї Диявольського язика в Гібралтарську гавань. Він був підвищений до генерал-лейтенанта 11 листопада 1851 року і підвищений до лицаря Великого хреста Ордена Лазні 31 березня 1852 року.
Перед початком Кримської війни Бургойн вирушив до Константинополя, щоб допомогти в його укріпленні та укріпленні Дарданелл. Призначений офіційним радником лорда Реглана, він виступав за Каламітську затоку як місце висадки союзних військ і рекомендував обійти Севастополь на схід, щоб сприяти облозі з південного боку, а не раптовому нападу, тим самим прирікаючи союзні війська на зимівлю в полі в 1854 році. Він став полковником-комендантом Королівських інженерів 22 листопада 1854 року і, після повернення до Англії в лютому 1855 року, був підвищений до повного генерала 5 вересня 1855 року. Він був удостоєний звання баронета 18 квітня 1856 року та нагороджений французьким орденом Почесного легіону 2-го класу 2 серпня 1856 року. Він був призначений одним із полковників-комендантів Королівських інженерів у 1854 році, а також служив почесним полковником 1-го інженерного добровольчого корпусу Міддлсекса та 1-го інженерного добровольчого корпусу Ланкашира.
Бургойн був призначений констеблем Тауера в квітні 1865 року і підвищений до фельдмаршала після відставки 1 січня 1868 року. Він помер у Кенсінгтоні в Лондоні 7 жовтня 1871 року і похований на сусідньому Бромптонському кладовищі в Лондоні. Форт Касл Хілл у Дуврі був перейменований на форт Бургойн на його честь.

## Сім'я

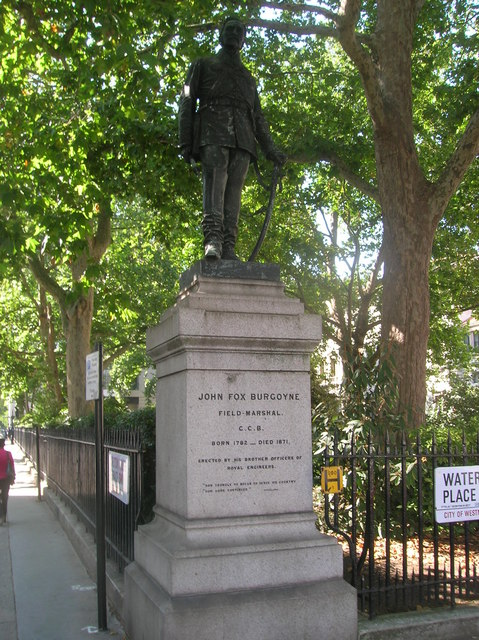
Статуя у палаці Ватерлоу, Лондон

У 1821 році Бургойн одружився з Шарлоттою Роуз, у них був син (капітан Хью Талбот Бургойн, VC) і сім дочок. Одним з їхніх онуків був проповідник Чарльз Сперджен.

## Подальше читання
- Бургойн, Джон Фокс (1859). Військові думки сера Джона Фокса Бургойна. Лондон: Ulan Press. ASIN B00B7AD9M8.

Зовнішні посилання
- Чісхолм, Хью, ред. (1911). "Бургойн, сер Джон Фокс". Encyclopædia Britannica. Том 4 (11-е вид.). Cambridge University Press. с. 820.

Сер Джон Бургойн – некролог з The Times (1871)